# Kurt Cobain
Kurt Donald Cobain (født 20. februar 1967 i Aberdeen, Washington, død 5. april 1994 i Seattle) var en amerikansk musiker, der som sanger, guitarist og sangskriver i rockgruppen Nirvana regnes som en af 90'ernes mest betydningsfulde musikere. Cobain, som ligeledes udviste et stort talent for malerkunst, blev udråbt som en af de førende talsmænd for grunge og den såkaldte Generation X ), og hans død som 27-årig har manifesteret hans ikonstatus i Klub 27.

## Opvækst
Kurt Cobain blev født den 20. februar 1967 i Aberdeen, Washington, USA, og oplevede en turbulent barndom og ungdom. Han voksede op i en dysfunktionel familie, som var præget af økonomisk ustabilitet og familiemæssige udfordringer. Hans forældres skilsmisse, da han var otte år gammel, påvirkede ham dybt.
Cobains forhold til sine forældre, særligt til sin far, var anstrengt, og han følte sig ofte misforstået og forsømt. Han boede hos forskellige familiemedlemmer og venner i løbet af sin ungdom, hvilket bidrog til en følelse af ustabilitet og ensomhed.
Som teenager blev han mobbet, efter det kom frem, at han havde været romantisk interesseret i en overvægtig og kognitivt udfordret pige fra en af skolens specialklasser.
Kurt Cobain udviklede tidligt en interesse for musik og begyndte at spille guitar som teenager. Musik blev en måde for ham at udtrykke sine følelser på og flygte fra sine personlige problemer.
Disse vanskeligheder i barndommen og ungdommen formede i høj grad Kurt Cobains følsomme og introspektive natur, og de påvirkede også hans kunstneriske udtryk. Cobains tekster og musik afspejler ofte smerte, frustration og en følelse af desillusionering, hvilket gjorde ham til en stemme for en generation af unge i 1990'erne.

## Karriere
Cobain dannede i 1987 Nirvana sammen med Krist Novoselic og Chad Channing. Channing forlod bandet i 1990 og blev samme år erstattet af Dave Grohl. Bandet debuterede med albummet Bleach i 1989, men det helt store gennembrud kom først i efteråret 1991, hvor singlen "Smells Like Teen Spirit" og albummet Nevermind katapulterede Nirvana blandt de største navne i musikindustrien.
I januar 1992 indtog Nevermind førstepladsen på den amerikanske albumhitliste Billboard.
Nirvanas sidste album i Kurt Cobains levetid, In Utero, udkom i september 1993.
Selvom Nirvana blev opløst med Cobains død, har gruppen siden udgivet flere livealbums, heriblandt MTV Unplugged In New York (1994), From the Muddy Banks of the Wishkah (1996) og Live at Reading (2009).

## Privat
I februar 1992 giftede Cobain sig med Courtney Love. De fik datteren Frances Bean Cobain 18. august samme år. Den sårbare og komplekse Cobain havde imidlertid svært ved at finde sig til rette i rollen som rockstjerne, generationstalmand, ægtemand og familiemand.
For at dulme sine depressioner og kroniske mavesmerter udviklede han et heroinmisbrug, der resulterede i flere overdoser. I forbindelse med Nirvanas sidste Europaturné blev han indlagt på et sygehus i Rom 4. marts 1994 efter en overdosis bestående af Rohypnol og champagne. Dette skulle angiveligt have været hans første selvmordsforsøg.

## Død
Den 30. marts 1994 blev Kurt Cobain indlagt på afvænningsklinikken Exodus Recovery Center i Los Angeles for at komme ud af sit heroinmisbrug.
Dagen efter indlæggelsen stak han af og tog hjem til Seattle, hvor han den 5. april begik selvmord med et haglgevær i garagen ved sin villa på Lake Washington Blvd. Først tre dage senere, 8. april, blev han fundet af elektrikeren Gary Smith.

## Eftermæle
Cobains voldsomme død kom som et chok for Nirvanas mange fans og resten af verden. I de efterfølgende år har han fået øget kult- og mytestatus, og hans popularitet er forblevet usvækket.
Cobains liv og karriere er blevet fremstillet i Charles R. Cross' biografi 'Heavier than Heaven' (2001) og Brett Morgans dokumentarfilm 'Montage of Heck' (2015).
Som et resultat af at mange fans har haft svært ved at acceptere Kurt Cobains selvmord, er der opstået flere konspirationsteorier om hans død.
I 2018 afviste en domstol i Seattle at frigive billeder fra dødsstedet.